# IC 5090
IC 5090 — галактика типу Sa (спіральна галактика) у сузір'ї Водолій.
Цей об'єкт міститься в оригінальній редакції індексного каталогу.